# Patricio Cisneros
Patricio Benjamín Cisneros Granizo (Santa Elena, 24 de enero de 1963) es un político ecuatoriano. Ocupó la alcaldía del cantón La Libertad durante tres periodos consecutivos (1996-2009), además de haberse desempeñado como prefecto provincial de Santa Elena entre 2009 y 2018.

## Biografía
Nació el 24 de enero de 1963 en la parroquia Ancón del cantón Santa Elena, actual provincia de Santa Elena pero que en ese entonces aún formaba parte de Guayas. Realizó sus estudios secundarios en la Unidad Educativa Rubira y los superiores en la Universidad Católica de Santiago de Guayaquil, donde obtuvo el título de ingeniero comercial.
Inició su vida política en las elecciones seccionales de 1996, en las que fue elegido alcalde de La Libertad por el Partido Roldosista Ecuatoriano. Fue reelegido como alcalde en las elecciones de 2000 y de 2004, la última ocasión por el Partido Social Cristiano. Entre las obras más destacadas de su administración se cuenta la construcción del centro comercial Buenaventura Moreno, el mercado de abastos Jorge Cepeda y el mejoramiento del malecón junto a la playa de la ciudad.
Durante el debate sobre la provincialización de Santa Elena se posicionó marcadamente a favor de su separación de la provincia de Guayas.
En febrero de 2009 renunció a la alcaldía para participar en las elecciones seccionales del mismo año como candidato a la prefectura provincial de Santa Elena por el Movimiento Municipalista, siendo finalmente elegido. En las elecciones de 2014 fue reelecto al cargo por el movimiento oficialista Alianza PAIS con casi 70 puntos porcentuales de ventaja sobre su más cercano contendiente.
A finales de 2018 renunció al cargo para participar como candidato a la alcaldía de La Libertad, pero fue derrotado por Víctor Valdivieso.
En 2023 volvió a postularse como candidato a la alcaldía de La Libertad pero fue derrotado por Francisco Tamariz, tras esa derrota y con la llegada de muerte cruzada y por ende las Elecciones legislativas anticipadas volvió a postularse como candidato a Asambleísta por la provincia de Santa Elena en donde fue electo